# Jatirejo (Sawit)
Jatirejo is een bestuurslaag in het regentschap Boyolali van de provincie Midden-Java, Indonesië. Jatirejo telt 2506 inwoners (volkstelling 2010).